# 제39보병사단
제39보병사단(第三十九步兵師團, The 39th Infantry Division, 상징명칭: 충무부대)은 대한민국 육군 제2작전사령부 예하의 지역방위 사단이다. 위수구역은 53사단 담당구역인 양산시와 해군 담당구역인 창원시 진해구를 제외한 경상남도 전 지역이다. 사단 사령부는 본래 경상남도 창원시에 주둔하였다가 2015년 5월 함안군으로 이전을 시작하여 7월 초에 이전을 완료한 이래 현재까지 함안군에 주둔하고 있다.

## 편성
- 사단본부
- 제117보병여단 (거제시, 통영시, 고성군)
- 제118보병여단 (사천시, 진주시, 거창군, 남해군, 산청군, 하동군, 함양군)
- 제119보병여단 (김해시, 밀양시, 창원시(해군 담당구역인 진해구 제외), 양산시, 의령군, 창녕군, 함안군, 합천군)
- 기타 사단 직할 부대